# Montes (Alcobaça)
Montes ist ein Ort und eine ehemalige Gemeinde (Freguesia) im portugiesischen Kreis Alcobaça. In der Freguesia lebten 569 Einwohner (Stand 30. Juni 2011).

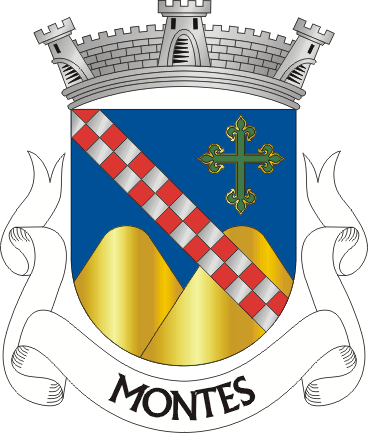
Das Wappen der ehemaligen Freguesia

Am 29. September 2013 wurden die Freguesias Montes, Coz und Alpedriz zur neuen Freguesia União das Freguesias de Cós, Alpedriz e Montes zusammengefasst.